# Bigflo
Bigflo (Eigenschreibweise: BiGFLO, kor.: 빅플로) ist eine siebenköpfige südkoreanische Boygroup der dritten K-Pop-Generation, die bei HO Company (zeitweise H.O Company, von Mai bis August 2016 Hyeyoon Entertainment) unter Vertrag steht. Am 19. Juni 2014 debütierte BiGFLO mit dem Lied Delilah ("딜라일라").

## Geschichte

### 2014: Debüt, erstes und zweites Mini-Album
Am 20. Februar 2014 wurden die offizielle Facebook-Seite, sowie der offizielle Twitter-Account gestartet. Am gleichen Tag wurde auf YouTube die erste Episode von "BIGFLO TV" hochgeladen, in dem man die Gründungsmitglieder JungKyun, RON, Yuseong, Z-UK und HighTop in verschiedenen Situationen begleiten kann.
Am 18. Juni 2014 wurde auf dem offiziellen YouTube-Kanal ein Teaser des Debüt-Lieds Delilah hochgeladen. Nur einen Tag später traten BiGFLO in der Musik-Chartshow M! COUNTDOWN des koreanischen Fernsehsenders Mnet auf. Das Musikvideo von "Delilah" wurde am 22. Juni 2014 veröffentlicht und zählt auf YouTube knapp 170.000 Aufrufe.
Das erste Mini-Album 1st Mini Album FIRST FLOW wurde am 19. Juni 2014 in Südkorea veröffentlicht. Enthalten sind neben dem Titel-Lied Delilah ein Intro, die Lieder It's You, Again und Fly und zwei Instrumentalversionen. In der ersten Woche erreichte das Mini Album Platz 27 in den koreanischen Gaon Charts. Den Vertrieb übernahm CJ E&M.
Auf YouTube wurde am 18. November 2014 ein Teaser hochgeladen, der auf die Veröffentlichung des Liedes Bad Mama Jama und dem dazugehörigen Mini-Album verweist. Das komplette Musikvideo erschien am 24. November 2014 und zählt über 320.000 Aufrufe.
Das zweite Mini-Album 2nd Mini Album SECOND FLOW erschien am 25. November 2015. Neben dem Intro und dem Titel-Lied Bad Mama Jama sind die Lieder Beautiful Girl und Sometimes enthalten. Das Album stieg auf Platz 10 der Gaon Charts ein. Bei dem zweiten Album wechselte man den Distributor und setzte auf Windmill ENT.
Von September bis Dezember 2014 wurde auf MBC Every 1 die Sitcom Boarding House No. 24 (하숙집 24번지) ausgestrahlt, in der HighTop den aus Nordkorea übergelaufenen Ri Bang In spielt. Die kostenfreie Streaming-Plattform Viki strahlte die Sitcom mit unter anderem von Fans erstellten deutschen Untertiteln aus.

### 2015: Japanisches Debüt, Japanische Singles, neues Mitglied und drittes Mini Album
Aufgrund der wachsenden Popularität und der großen Fangemeinde in Japan, veröffentlichten BiGFLO am 15. April 2015 ihr Debüt-Lied Delilah in der japanischen Version. Als zweites Lied ist die japanische Version des Liedes It's You, Again enthalten. Die Debüt-Single Delilah (JPN ver.) erschien in einer Standard-Edition, sowie in einer limitierten Auflage. Die dort enthaltene DVD enthält das Musikvideo und ein Making-of. Das Musikvideo zu Delilah (JPN ver.) erschien am 9. April 2015 und zählt über 70.000 Aufrufe. Die Single stieg auf Platz 17 der japanischen Oricon Single-Charts ein.
Zum einjährigen Bestehen der Boygroup kam Kichun als sechstes Mitglied hinzu. In einem Interview mit der deutschen Seite Otaji erzählen die Mitglieder, dass BiGFLO von Anfang an mit sechs Mitgliedern debütieren sollte, aber kein weiteres Mitglied zum Debüt vorbereitet werden konnte.
Am 30. September 2015 wurde mit einem Teaser enthüllt, dass die Band mit dem Hip-Hop-EDM-Lied Obliviate ein Comeback machen werden. Das komplette Musikvideo wurde am 7. Oktober 2015 veröffentlicht und zählt über 67.000 Aufrufe.
Das dritte Mini Album INCANT ist am 8. Oktober 2015 erschienen und beinhaltet das Titel-Lied Obliviate, sowie die Lieder Call Your Homie und When I Was Young. Außerdem singen Z-UK und HighTop das Lied Turn Up Now im Duett. Yuseong singt sein Solo-Lied Turn On The Music mit einem Rap-Part von HighTop. Auch dieses Mal wechselte man den Distributor. Mit kt music ist es das erste Album, welches in iTunes und Spotify zur Verfügung steht. Das Album erreichte Platz 16 der Gaon Album-Charts.
Überraschend ohne vorige Ankündigung veröffentlichte KISS Entertainment am 13. November 2015 einen Teaser zur zweiten japanischen Single 1,2,3,4. Die Single enthält mit dem Titel-Lied und Miracle zwei eigene japanische Lieder, die im Fokus stehen. Insgesamt gibt es die Versionen A, B, C und eine limitierte Single. Weiterhin enthalten sind die Lieder Bad Mama Jama (JPN ver.) und Obliviate (JPN ver.). Die limitierte Edition enthält alle vier Lieder, sowie eine DVD mit dem Musikvideo und dem dazugehörigen Making-of. In den Oricon-Charts platzierte sich die Single auf Platz 19.
BiGFLO waren für beide japanische Singles auf kleine Promotion-Tourneen. Außerdem fand am 23. November 2015 die Special Winter Show statt. Das zweistündige Konzert wurde komplett und kostenlos auf nico nico ausgestrahlt.

### 2016: HighTop als Moderator, Face of Asia, Militärdienst, Zweites Fanmeeting
Am 20. Dezember 2015 wurde bekannt, dass HighTop einer von vier Moderatoren der neuen Show Audition Truck sein wird. Die Show wird produziert von Cube TV und startet am 6. Januar 2016.
JungKyun veröffentlichte zusammen mit HO Company, KISS Entertainment und TOWER Records am 12. Februar 2016 sein erstes japanischsprachiges Mini-Album 1st Mini Album "Unfinished". Enthalten sind neben dem Titel-Lied Beauty & Stupid zwei weitere Lieder, eine Acoustic-Version und Instrumental-Version. Das Lied No. 1 ist ein japanisches Lied mit seinen Band-Kollegen von Bigflo. In der Chartwoche 8. bis 14. Februar 2016 stieg das Mini-Album auf Platz 28 in den Oricon-Charts ein.
Der malaysische Veranstalter Sirius Entertainment gab am 21. März 2016 bekannt, dass Bigflo vom 13. bis 19. April 2016 in Malaysia auftreten werden. Mit diesem Showcase treten Bigflo nach Japan das zweite Mal außerhalb Koreas auf. Die Auftritte finden im Rahmen der Face of Asia-Verleihung statt.
Im April veröffentlichte HO Company eine Mitteilung, dass der Leader JungKyun im Juni seinen 21-monatigen Militärdienst antreten wird, wozu alle männlichen Koreaner verpflichtet sind. Während seiner Abwesenheit wird Z-UK die Rolle des Leaders übernehmen. Zeitgleich startete die Band ein Instagram-Profil, auf dem täglich Geschichten über die Mitglieder veröffentlicht werden.
Im Mai teilte HO Company mit, den Namen der Agentur zu ändern und ab dem Zeitpunkt unter dem Namen HYEYOON ENTERTAINMENT zu agieren.
Nachdem JungKyun am 9. Juni seinen Militärdienst angetreten hat, werden die fünf verbleibenden Mitglieder am 19. Juni ihr zweites Fanmeeting und Mini-Konzert in der Bezzangi Hall in Hongdae, Seoul geben und zugleich ihr zweites Jubiläum seit ihrem Debüt feiern.
Die Agentur gab am 28. August 2016 bekannt, ihren Namen von HYEYOON ENTERTAINMENT zurück in den alten Namen zu ändern und lediglich in H.O Company anzupassen. Der Grund hierfür ist, dass es bei den Fans der bisher einzigen Band der Agentur viele Verwirrungen gab und es zu einer Interferenz in der koreanischen Musikindustrie kam. Im November wurden Fans darauf aufmerksam, dass die bis dato offizielle Webseite von H.O Company zu der Webseite der Agentur WAN ENTERTAINMENT weiterleitet. Dort ist von einem Zusammenschluss beider Firmen zu lesen, sodass BiGFLO künftig unter WAN ENTERTAINMENT ihre Aktivitäten fortsetzen.
Am 12. Dezember 2016 verkündeten das Gründungsmitglied Z-UK und der im Juni 2015 dazu gestoßene Kichun auf ihren Profilen in den sozialen Netzwerken, dass sie die Band verlassen werden. Sie bedanken sich bei den verbleibenden Mitgliedern, allen Personen im Hintergrund und vor allem ihren Fans. HO Company (in dieser Schreibweise und nicht WAN ENTERTAINMENT) bestätigte dies zusammen mit der Ankündigung drei neuer Mitglieder, die in Kürze vorgestellt werden. Ein Comeback mit den verbleibenden Mitgliedern RON, Yuseong, HighTop und den drei neuen Mitgliedern ist in Vorbereitung. JungKyun ist weiterhin im Militär-Dienst als Polizist und wird nach seiner Entlassung aus dem Militär wieder zur Gruppe hinzukommen.
Am 22. Dezember 2016 waren RON, Yuseong und HighTop bei dem Kanal IDOL x IDOL auf V LIVE zu Gast. Dort stellten sich die verbleibenden Mitglieder nochmals vor und beantworteten Fragen der Fans. Ein weiteres Mal waren sie am 29. Dezember 2016 zu Gast. An diesem Tag waren auch die drei neuen Mitglieder zu sehen und hören. Sie stellten sich vor und zeigten ihre Talente. Ihre Gesichter waren jedoch mit Masken verdeckt.

### 2017: Gast beiIDOL X IDOL, viertes Mini-Album,THE UNIT
Auf dem offiziellen YouTube-Kanal der Band wurde am 2. Januar 2017 ein Teaser veröffentlicht, welches das Mitglied Yuseong in einem schwarzen Raum zeigt. Das Video kündet ein Comeback der Gruppe im Februar 2017 an. Wie das Video bestätigt, wird das vierte Mini-Album der Band Stardom heißen.
Die drei neuen Mitglieder von BiGFLO wurden am 5. Januar 2017 auf dem Kanal IDOL x IDOL auf V LIVE vorgestellt. Die neuen Mitglieder heißen Sungmin, LEX und Euijin. Während Sungmin ein Mitglied der inzwischen aufgelösten Gruppe A-ble war, kennt man Euijin unter seinen Bühnennamen LO-J als Leader der Gruppe A.cian, die er im Oktober 2015 verließ.
Das deutsche Online-Magazin Otaji startete am 5. Januar 2017 eine Artikelreihe mit dem Titel BiGFLO: Next Step. In dieser bezieht sich der Redakteur auf die Veränderungen in den letzten Wochen, dem künftigen LineUp und dem Comeback.
Am 31. Januar 2017 enthüllte HO Company erste Details zum neuen Album Stardom. Dieses enthält neben einem Intro, das Titel-Lied Stardom sowie die Lieder 때로는 (eng. Sometimes), BETTER LIFE und zwei Instrumental-Versionen. Das vierte Mini-Album wird am 14. Februar 2017 erscheinen.
Das Musikvideo zu Stardom zählt nach der Veröffentlichung am 13. Februar 2017 nach weniger als zwei Monaten über 100.000 Aufrufe, was der Band zuvor nicht in so einer Kürze gelang.
Am 1. April 2017 gaben HO Company und Arirang bekannt, dass LEX der neue Gastgeber der Sendung Hot Beat auf Arirang Radio sein wird. Nachdem der amerikanisch-koreanische Singer-Songwriter Dabit seine Position aufgab, war LEX erstmals am 4. April 2017 tätig und ist jede Nacht von 00:00 Uhr bis 02:00 Uhr zu hören. Die Sendung wird auf Englisch moderiert.
BiGFLO werden Teil des Lineups der KCON 2017 sein, dies bestätigt der Veranstalter im Rahmen ihrer Ankündigungsreihe KCON 2017 – The Immigration. Bei welchen Shows die Band dabei sein wird, steht bislang nicht fest.
Am 5. Juni 2017 haben HighTop und Somin von der Gruppe BadKiz ihre Single BLUE veröffentlicht. Die Midtempo-Nummer wird hauptsächlich von Somin gesungen und durchweg von HighTop am Piano begleitet. Er selbst hat in dem Lied zwei Rap-Parts. Das Musikvideo wurde auf den YouTube-Kanälen von Bigflo und Badkiz veröffentlicht.
Zusammen mit dem Künstler Woody, welcher Mitglied der K-Pop Band N-TRAIN war, singt HighTop das Lied YAHAE (야해). Der Hip-Hop Song wurde am 17. Juli 2017 mit einem Musikvideo veröffentlicht.
Anfang Juli wurde der offizielle Kanal auf der Plattform V LIVE gestartet. Nach einem Eröffnungsvideo erschien die zehnte Episode des eigenen Video-Tagebuch-Format B-FILE, das seit dieser Folge auch auf V LIVE veröffentlicht wird. Auch das Feature von HighTop und Woody wurde auf der zusätzlichen Plattform veröffentlicht. In einem Livestream bestätigten die Mitglieder, dass sie noch im August ihr Comeback machen werden.
Am 24. August 2017 veröffentlichte HighTop auf seinem Instagram- und Twitter-Profil einen Teil des Covers zu seiner neuen Single. Diese heißt IM IN YOU OUT und wird ein weiteres Feature mit Woody sein.
Am 28. Oktober 2017 startete auf dem Fernsehsender KBS2 die Show The Unit: Idol Rebooting Project. In dieser haben es Euijin und LEX in die Sendung geschafft und müssen sich in verschiedenen Missionen beweisen. Unter anderem trat die ganze Gruppe ohne Yuseong in der ersten Sendung auf. Euijin schaffte es in der siebten Folge unter die Top 9, in der achten Episode wurde er auf Platz 4 gewählt.

### 2018:Sungmin's Mini Radio, Euijin bei UNB, JungKyun fertig mit Militärdienst,Kitchen Ronund fünftes Mini-Album
Am 2. Januar 2018 wurde bekanntgegeben, dass Sungmin ein eigenes Format auf dem offiziellen Kanal der Band auf V LIVE bekommt. So wird Sungmin's Mini Radio jeden Mittwoch um 12:00 Uhr deutsche Zeit live ausgestrahlt. Die erste Episode gibt es am 3. Dezember 2018.
Euijin schaffte es als Teilnehmer in der Show The Unit: Idol Rebooting Project in die gegründete temporäre Band namens UNB. Seither promotet er zusammen mit den acht anderen Mitgliedern für deren Veröffentlichungen. In der KBS Sendung K-Rush Season 3 reist Euijin in mehreren Episoden durch Südkorea, um den Zuschauern die verschiedenen Facetten näher zu bringen.
Nachdem JungKyun seinen Militärdienst beendet hatte, begann er sein eigenes Studio mit dem Namen Studios J2K aufzubauen, das im April eröffnet wurde. Bisher ist allerdings nicht bekannt, ob er weiterhin Teil von BiGFLO sein wird.
Am 17. April 2018 veröffentlichte Ron auf seinem eigens gestarteten YouTube-Kanal seine Koch-Show Kitchen Ron. Er veröffentlicht unregelmäßig Videos, in denen er verschiedene Speisen zubereitet.
Vom 1. bis 2. August 2018 fand das Korea Music Festival statt, welches an beiden Tagen live im südkoreanischen Fernsehen und weltweit im Internet übertragen wurde. Dort traten Bigflo zu fünft auf. Neben Stardom präsentierten sie eine gekürzte Version ihres neuen Liedes Upside Down (kor.: 거꾸로). Am 6. August 2018 bestätigte das Entertainment, dass das fünfte Mini-Album [emphes!ze] heißen und am 18. August 2018 erscheinen wird. Laut dem Bericht werden JungKyun und Yuseong beim Comeback nicht dabei sein.

### 2019: Jungkyun, Yuseong, HighTop und RON nicht mehr Teil der Gruppe
Bereits in den letzten Monaten 2018 kursierten Gerüchte, dass Yuseong nicht mehr Teil der Gruppe ist. Dies bestärkte das Mitglied selbst mit verschiedenen Posts auf Instagram. Laut eigener Aussage sei sein Vertrag am 19. Januar 2019 ausgelaufen. Auch RON, der seit kurzem verheiratet ist, ist nicht mehr Teil der Gruppe, nachdem sein Vertrag am 17. Januar 2019 auslief. Jungkyun teilte mit, dass sein Vertrag bereits während seiner Zeit beim Militär auslief. Laut der japanischen Website ist auch der Vertrag von HighTop ausgelaufen. Die Gruppe hat sich offiziell nicht aufgelöst.

## Mitglieder
JungKyun, RON, Yuseong, Z-UK und HighTop sind Gründungsmitglieder. Kichun kam am 19. Juni 2015 als sechstes Mitglied hinzu.
Das Gründungsmitglied Z-UK und der im Juni 2015 dazu gestoßene Kichun verließen im Dezember 2016 gemeinsam die Band. Z-UK startete im Juli 2017 seine eigene Facebookseite und veröffentlichte am 7. August 2017 einen Teaser für sein Solo-Debüt. Das offizielle Musikvideo zur digitalen Debüt-Single erschien am 11. August 2017.
Im Januar 2017 wurden die drei neuen Mitglieder Sungmin, LEX und Euijin vorgestellt.
Der Vertrag von Jungkyun lief während seiner Zeit beim Militär aus. Die Verträge von RON und Yuseong liefen am 17. bzw. 19. Januar 2019 aus. Laut der offiziellen japanischen Website ist auch der Vertrag von HighTop ausgelaufen.
| Name                 | Geburtsname             | Geburtstag (Alter)     | Geburtsort | Position                                |
| -------------------- | ----------------------- | ---------------------- | ---------- | --------------------------------------- |
| Euijin 의진          | Lee Eui-jin 이의진      | 15. Februar 1990 (35)  | Seoul      | Team leader Vocal, Main Dance, Lead Rap |
| Sungmin 성민         | Oh Sung-min 오성민      | 31. Dezember 1990 (34) | Korea Sud  | Lead Vocal                              |
| LEX 렉스             | Jeon Hyeong-min 전형민  | 12. Januar 1993 (32)   | Toronto    | Main Vocal                              |
| Ehemalige Mitglieder |                         |                        |            |                                         |
| Jungkyun 정균        | Jung Jung-kyun 정정균   | 27. November 1987 (37) | Daegu      | Main Vocal                              |
| Yuseong 유성         | Jung Yu-seong 정유성    | 8. Oktober 1992 (32)   | Busan      | Vocal                                   |
| Ron 론               | Cheon Byeong-hwa 천병화 | 22. Januar 1991 (34)   | Korea Sud  | Vocal                                   |
| Kichun 기천          | Hwang Ki-Chun 황기천    | 14. März 1992 (33)     | Seoul      | Vocal                                   |
| Z-UK 지-욱           | Jung Jae-Wook 정재욱    | 27. Januar 1993 (32)   | Busan      | Main Dance, Main Rap                    |
| HighTop 하이탑       | Lim Hyun-tae 임현태     | 27. Januar 1993 (32)   | Suwon      | Main Rap                                |

## Diskografie

### EPs
| Jahr | Titel       | Höchstplatzierung, Gesamtwochen, AuszeichnungChartsChartplatzierungen (Jahr, Titel, Platzierungen, Wochen, Auszeichnungen, Anmerkungen) | Anmerkungen                                                  |
| Jahr | Titel       | KR | Anmerkungen                                                  |
| ---- | ----------- | --- | ------------------------------------------------------------ |
| 2014 | First Flow  | KR16 (7 Wo.)KR | Erstveröffentlichung: 23. Juni 2014 Verkäufe KR: + 2.155     |
| 2014 | Second Flow | KR10 (5 Wo.)KR | Erstveröffentlichung: 25. November 2014 Verkäufe KR: + 2.033 |
| 2015 | Incant      | KR16 (2 Wo.)KR | Erstveröffentlichung: 8. Oktober 2015 Verkäufe KR: + 1.066   |
| 2017 | Stardom     | — | Erstveröffentlichung: 15. Februar 2017                       |
| 2018 | Emphas!ze   | KR16 (4 Wo.)KR | Erstveröffentlichung: 18. August 2018 Verkäufe KR: + 3.666   |

### Singles
| Jahr                   | Titel Album                        | Höchstplatzierung, Gesamtwochen, AuszeichnungChartplatzierungen (Jahr, Titel, Album, Platzierungen, Wochen, Auszeichnungen, Anmerkungen) | Höchstplatzierung, Gesamtwochen, AuszeichnungChartplatzierungen (Jahr, Titel, Album, Platzierungen, Wochen, Auszeichnungen, Anmerkungen) | Anmerkungen                               |
| Jahr                   | Titel Album                        | KR | JP | Anmerkungen                               |
| ---------------------- | ---------------------------------- | --- | --- | ----------------------------------------- |
| Südkoreanische Singles |                                    | | |                                           |
|                        |                                    | | |                                           |
| 2014                   | Delilah First Flow                 | — | — | Erstveröffentlichung: 2014                |
| 2014                   | Bad Mama Jama Second Flow          | — | — | Erstveröffentlichung: 2014                |
| 2015                   | We, Now (우리, 이젠 – Uri, Ijen) – | — | — | Erstveröffentlichung: 2015                |
| 2015                   | Obliviate Incant                   | — | — | Erstveröffentlichung: 2015                |
| 2015                   | My Answer Is –                     | — | — | Erstveröffentlichung: 2015 Z-UK X HighTop |
| Japanische Singles     |                                    | | |                                           |
|                        |                                    | | |                                           |
| 2015                   | Delilah (JPN ver.) –               | — | — | Erstveröffentlichung: 2015                |
| 2015                   | 1,2,3,4 –                          | — | — | Erstveröffentlichung: 2015                |

Weitere Lieder
- 2016 Someday (JungKyun)[51]
- 2017 Despacito Cover (LEX)[52]
- 2017 Amazing You (그대라는 사치) Cover (Sungmin)[53]
- 2017 Must Have Love Cover (HEYNE feat. Yuseong)[54]

## Filmografie

### Reality-Shows und Dramen
| Jahr | Show                             | Sender/Plattform | Mitglieder  | Episode                                                                      | Anmerkung                                                                             |
| ---- | -------------------------------- | ---------------- | ----------- | ---------------------------------------------------------------------------- | ------------------------------------------------------------------------------------- |
| 2014 | Boarding House No. 24            | MBC Every 1      | HighTop     | 1–12                                                                         | Rolle: Ri Bang In                                                                     |
| 2014 | BIGFLO TV                        | Youtube          | alle        | 1–17                                                                         |                                                                                       |
| 2015 | BIGFLO TV                        | Youtube          | alle        | 18–19                                                                        |                                                                                       |
| 2015 | Real Man                         | MBC              | HighTop     | 100–104                                                                      |                                                                                       |
| 2016 | Audition Truck                   | Cube TV (VoD)    | HighTop     | 1–13                                                                         | Rolle: Moderator                                                                      |
| 2016 | IDOL x IDOL                      | V LIVE           | alle        | 22.12.2016 29.12.2016                                                        |                                                                                       |
| 2017 | IDOL x IDOL                      | V LIVE           | alle        | 05.01.2017 12.01.2017 19.01.2017 26.01.2017 02.02.2017 09.02.2017 13.02.2017 |                                                                                       |
| 2017 | B-FILE                           | Youtube, V LIVE  | alle        | 1–14                                                                         | Seit Episode 10 auch auf V LIVE                                                       |
| 2017 | The Unit: Idol Rebooting Project | KBS2             | Euijin, LEX | 1–28                                                                         | LEX schied in Episode 11 aus. Euijin promotet als Finalist in der temporären Band UNB |
| 2018 | Sungmin's Mini Radio             | V LIVE           | Sungmin     | 1-                                                                           |                                                                                       |
| 2018 | Kitchen Ron                      | YouTube          | Ron         | 1-                                                                           |                                                                                       |

### Preisverleihungen
| Jahr | Preis                                                         | Initiator    | Anmerkung |
| ---- | ------------------------------------------------------------- | ------------ | --------- |
| 2014 | International K-Music Awards (I.K.M.A): Best Rookie 2014      | Japako Music | nominiert |
| 2017 | International K-Music Awards (I.K.M.A): Best Japako Discovery | Japako Music | nominiert |